# 강경헌
강경헌(한국 한자: 姜京憲, 1975년 3월 14일 ~ )은 대한민국의 배우이다. 1996년 KBS 18기(슈퍼 탤런트 2기)로 데뷔하였다. 슈퍼 탤런트 선발대회에서 포토제닉상을 받았다.

## 학력
- 단국대학교 천안캠퍼스 연극영화학과 (졸업)
- 단국대학교 대학원 연극영화학과 (졸업)

## 연기 활동

### 텔레비전 드라마
- 1996년 KBS2 미니시리즈 《신고합니다》
- 1996년 KBS1 농촌드라마 《대추나무 사랑걸렸네》
- 1996년 KBS2 주말연속극 《첫사랑》다방 레지 역
- 1996년 KBS2 아침드라마 《파리공원의 아침》
- 1996년 KBS2 미니시리즈 《머나먼 나라》형우 대학후배 역
- 1996년 KBS1 대하드라마 《용의 눈물》 ... 순비 노씨 역
- 1997년 KBS2 아침드라마 《여자는 어디에 머무는가》
- 1997년 KBS2 미니시리즈 《폭풍 속으로》
- 1997년 KBS2 일요아침드라마 《행복한 아침》
- 1997년 KBS2 미니시리즈 《프로포즈》
- 1997년 KBS2 아침드라마 《신부의 방》
- 1997년 KBS2 미니시리즈 《스타》
- 1997년 KBS2 납량특집드라마 《전설의 고향[1]》
- 1997년 KBS2 미니시리즈 《질주》
- 1997년 KBS2 미니시리즈 《그대 나를 부를 때》
- 1997년 KBS1 아침드라마 《TV소설 모정의 강》
- 1997년 KBS2 단막극 《KBS 드라마 스페셜 - 고목나무에 꽃 피는 거 봤수?》
- 1997년 KBS2 미니시리즈 《완벽한 남자를 만나는 방법》
- 1997년 KBS2 주말연속극 《웨딩드레스》
- 1998년 KBS2 아침드라마 《결혼 7년》
- 1998년 KBS2 월화드라마 《맨발의 청춘》
- 1998년 KBS1 아침드라마 《TV소설 너와 나의 노래》
- 1998년 KBS2 미니시리즈 《킬리만자로의 표범》
- 1998년 KBS2 아침드라마 《바람처럼 파도처럼》
- 1998년 KBS2 미니시리즈 《순수》
- 1998년 KBS1 일일연속극 《내사랑 내곁에》
- 1998년 KBS1 아침드라마 《TV소설 은아의 뜰》
- 1998년 KBS2 주말연속극 《종이학》
- 1998년 KBS1 대하드라마 《왕과 비》 ... 궁녀 역
- 1999년 KBS2 단막드라마 《싱싱 손자병법》
- 1999년 KBS2 미니시리즈 《초대》
- 1999년 KBS1 아침드라마 《TV소설 누나의 거울》
- 2000년 KBS1 일일연속극 《좋은걸 어떡해》
- 2000년 KBS2 메디컬 서스펜스 드라마 《RNA》
- 2001년 KBS2 주말연속극 《푸른 안개》
- 2001년 MBC 일일연속극 《결혼의 법칙》 ... 정해원 역
- 2001년 SBS 단막극 《오픈드라마 남과여 - 아빠 만들기》
- 2001년 SBS 주말극장 《아버지와 아들》 ... 송분자 역
- 2002년 KBS2 드라마  《부부클리닉 사랑과 전쟁[2]》
- 2002년 MBC 아침드라마 《내 이름은 공주》 ... 황정희 역
- 2002년 KBS1 대하드라마 《제국의 아침》 ... 후광주원부인 왕씨 역
- 2002년 SBS 대하드라마 《야인시대》 ... 이기붕 여비서 역
- 2003년 KBS2 단막극 《드라마시티 - 오줌장군》
- 2003년 SBS 주말극장 《태양의 남쪽》 ... 홍세영 역
- 2004년 SBS 아침연속극 《청혼》 ... 세련 역
- 2007년 SBS 주말 특별기획 《푸른 물고기》 ... 유진희 역
- 2007년 KBS1 아침드라마 《TV소설 그대의 풍경》 ... 조혜린 역
- 2007년 KBS1 농촌 드라마 《산 너머 남촌에는》 ... 공영자 역
- 2008년 KBS2 대하드라마 《대왕 세종》 ... 초궁장 역
- 2009년 KBS2 미니시리즈 《파트너》 ... 장현수 역 (특별출연)
- 2010년 SBS 창사특집극 《초혼》 ... 학진 처 역
- 2011년 SBS 미니시리즈 《마이더스》 ... 배정자 역
- 2011년 MBC 일일연속극 《불굴의 며느리》 ... 한혜원 역
- 2012년 KBS2 4부작드라마 《KBS 드라마 스페셜 연작 시리즈 - 국회의원 정치성 실종사건》 ... 미숙 역
- 2012년 SBS 대하드라마 《대풍수》 ... 봉춘 역
- 2013년 KBS2 일일연속극 《은희》 ... 정 마담 역
- 2013년 tvN 월화드라마 《빠스껫 볼》 ... 홍기의 어머니 역
- 2013년 SBS 드라마스페셜 《상속자들》특별출연
- 2014년 SBS 주말 특별기획 《미녀의 탄생》 ... 이진영 역
- 2015년 KBS2 장애인의 날 특집드라마 《윈드미라클의 바람동화》 ... 기획사 대표 역
- 2015년 tvN 일일연속극 《울지 않는 새》 ... 조달연 역
- 2016년 OCN 주말드라마 《동네의 영웅》 ... 강리수 역
- 2017년 OCN 주말드라마 《구해줘》 ... 이지희 역
- 2017년 KBS2 월화드라마 《마녀의 법정》 ... 선혜영 교수 역 (특별출연)
- 2018년 SBS 월화드라마 《키스 먼저 할까요》 ... 봉재순 역
- 2018년 OCN 주말드라마 《프리스트》 ... 차선영 역
- 2019년 SBS 금토드라마 《배가본드》 ... 오상미 역
- 2021년 KBS2 주말드라마 《오! 삼광빌라!》 ... 김은지 역
- 2021년 tvN 수목드라마 《더 로드: 1의 비극》 ... 배경숙 역
- 2022년 MBC 금토드라마 《닥터 로이어》 ... 윤미선 역
- 2022년 tvN 토일드라마 《환혼》 ... 서하선 역
- 2023년 KBS2 월화드라마 《오아시스》 ... 강여진 역
- 2025년 KBS2 저녁 일일드라마 《여왕의 집》 ... 강미란 역

### 영화
- 1996년 《인연》 ... 미정 역
- 1998년 《찜》 ... 민희 역
- 2004년 《거미숲》 ... 황수영 역
- 2006년 《마법사들》 ... 하영 역
- 2006년 《잔혹한 출근》 ... 동철 처 역
- 2009년 《친애하는 음악: 다시 말해서, 오후 한 시 가회동에서 만난 그들이 바다로 가는 판타지》
- 2010년 《육혈포 강도단》 ... 양 형사 역
- 2015년 《순수의 시대》 ... 정 씨 부인 역
- 2017년 《돌아온다》 ... 홀로 있던 손님 역
- 2022년 《데시벨》 ... 주임 역
- 2022년 《헌트》 ... 정도 아내 역
- 2023년 《절해고도》 … 영지 역
- 2025년 《말할 수 없는 비밀》 … 연서 역

### 연극
- 1987년 《극단 목화 - 부자유친》
- 2008년 《여보 고마워》
- 2009년 《밑바닥에서》 ... 바실리사 역
- 2017년 《기린의 뿔》 ... 희빈 장씨 역
- 2017년 《리어 왕》 ... 리어 왕 첫째 딸 고너릴 역

## 연기 외 활동

### 텔레비전 프로그램
- 2013년 SBS 《땡큐》[3]
- 2018년 SBS 《불타는 청춘》

### 기타
- 2004년 음악 《god 약속 내레이션》
- 2018년 유튜브 《책 읽어주는 배우들》

## 수상 및 후보
| 연도 | 시상식         | 부문        | 작품                  | 결과 |
| ---- | -------------- | ----------- | --------------------- | ---- |
| 1995 | KBS 슈퍼탤런트 | 포토제닉상  | 빈칸                  | 수상 |
| 2018 | SBS 연예대상   | 여자 신인상 | 불타는 청춘           | 수상 |
| 2023 | KBS 연기대상   | 여자 조연상 | 오아시스, 그림자 고백 | 수상 |